# 7–23 Kirklee Road
Unter der Adresse 7–23 Kirklee Road in der schottischen Stadt Glasgow befindet sich eine Wohngebäudezeile. 1970 wurde sie als Einzeldenkmal in die schottischen Denkmallisten zunächst in der Kategorie B aufgenommen. Die Hochstufung in die höchste Denkmalkategorie A erfolgte 1987. Des Weiteren sind die Gebäude Teil eines umfassenderen Denkmalensembles der Kategorie A.

## Beschreibung
Der Bau des Komplexes nach einem Entwurf des bedeutenden schottischen Architekten John Archibald Campbell wurde 1900 begonnen.
Die zweistöckige Gebäudezeile ist durch Vorgärten von der Kirklee Road getrennt. Das den südwestlichen Abschluss bildende Gebäude ist über die einmündende Redlands Road zugänglich und ist als 2 Redlands Road geführt. Die Frontfassade der Nr. 23 weist zur Bellshaugh Road. Die Gebäudezeile ist im Stile der schottischen Neorenaissance ausgestaltet. Die Fassaden bestehen aus bossiertem Stein mit abgesetzten polierten Details. Die einzelnen Häuser sind drei Achsen weit, wobei jeweils zwei nebeneinanderliegende Häuser spiegelsymmetrisch aufgebaut sind. Abgekantete Ausluchten durchbrechen die Traufe. Die eichenen Eingangstüren schließen mit Kämpferfenstern. Daneben sind sechsteilige Fenster in weiten Rundbögen eingelassen. Darüber verlaufen auf Konsolen ruhende Balkone, teils mit Balustrade, entlang der gesamten Zeile. Die Fassaden schließen mit einem Kranzgesimse. Die Satteldächer sind mit Schiefer eingedeckt. Am Gebäude Nr. 21 treten Dachgauben heraus. Rückseitig setzen sich einstöckige Flügel mit Walmdächern fort. Die beiden abschließenden Häuser sind aufwändiger detailliert.